# エスエム・カルチャー&コンテンツ
株式会社エスエム・カルチャー&コンテンツ（英: SM Culture & Contents Co., Ltd.、朝: 에스엠 컬처앤콘텐츠、略：SM C&C）は、韓国のエンターテインメント企業。SMエンタテインメント傘下であり、広告制作、MC・俳優マネジメント、動画コンテンツの企画・制作事業、旅行事業の4つの事業領域を運営している。

## 概要
旅行会社・BT＆Iを母体会社とし、SMエンタテインメントが該当会社を吸収合併する過程で社名を変えた会社。
1987年、「インターコンチネンタル旅行代理店（インターコンチネンタル・トラベル・エージェンシー）」を設立。2006年にはプロフェッショナルな企業イメージを確立するための取り組みの一環として、社名を「BT&I(ビジネス・トラベル&インセンティブ)」に変更。
2012年には、SMエンタテインメントがBT&Iを買収し、社名を「エスエム・カルチャー&コンテンツ（SM C&C）」に変更。これによりSMエンタテインメントの系列会社となり、従来の旅行事業だけでなく、マネジメント事業・コンテンツ制作・広告事業と領域を広げていった。2021年にはSMエンタテインメントが非音楽事業を統合管理する中間持株会社・SM Studiosを設立し、SM C&Cはその傘下となった。

## 沿革
- 1987年7月 - 「インターコンチネンタル旅行代理店」を設立。
- 1996年7月 - HRGとのグローバルネットワークパートナーシップ
- 2006年4月 - Volvicと合併し、KOSDAQに上場。その後、社名を「BT&I」に変更[2]。
- 2007年10月 - オンライン旅行代理店・Tour Expressを買収[5]。
- 2009年7月 - Hoteltrisと投資契約を締結。
- 2012年
  - 4月 - SMエンタテインメントが、BT&Iを買収[6]。5月には社名を「株式会社エスエム・カルチャー&コンテンツ（SM C&C）」に変更[7]。
  - 11月 - AMエンターテインメントを吸収合併[8]。
- 2013年
  - 3月 - Hun Mediaとの合併を発表。
  - 10月 - Woollimエンターテインメントと合併[9]。
- 2016年
  - 3月 - Woollimエンターテインメントを会社から分離[10]。
  - 7月 - 旅行事業をSMTOWN TRAVELにリブランディング。
- 2017年10月 - SKプラネットがM&C部門を買収。
- 2020年1月、クリエイティブコンテンツ制作に基盤を置くSM C&C STUDIOを新たに発足[11]。
- 2021年4月 - SMエンタテインメントが、非音楽事業を統合管理する中間持株会社・SM Studiosを設立。SM C&CはSM Studiosの子会社となった[3]。
- 2023年 - SMエンタテインメントの最大株主がイ・スマンからカカオに変更され、SMエンタテインメントはSM C&Cの持分売却計画を発表。2024年には、本格的な売却手続きに着手した[12]。

## 所属アーティスト

### エンターテイナー
- カン・ホドン
- チョン・ヒョンム
- ソ・ジャンフン（朝鮮語版）
- ハン・ソクジュン（朝鮮語版）
- ユン・テヨン
- チャン・ヨンラン（朝鮮語版）
- イ・ジンホ（朝鮮語版）
- キム・ジュンヒョン（朝鮮語版）
- ファン・ジェソン（朝鮮語版）
- チャン・ドヨン
- ペ・ソンジェ（朝鮮語版）
- ソン・ジョンウン（朝鮮語版）
- クァク・ジュンビン（朝鮮語版）
- パク・ソニョン（朝鮮語版）
- キム・ミナ（朝鮮語版）
- チャン・イェウォン
- チョ・ジョンシク
- ホ・ヨンジ（KARA）

### 俳優
- キム・スロ（朝鮮語版）
- ユン・ジェムン（朝鮮語版）
- ユ・スンモク（朝鮮語版）
- キム・ヨンウン（朝鮮語版）
- イ・ハクジュ
- パン・ミナ
- イ・ヒョンジン（朝鮮語版）
- キム・ジュンヒョン
- チョン・ジス（朝鮮語版）
- ファン・ジア（朝鮮語版）
- ハン・ジョンワン